# Viborg Bibliotekerne
Viborg Bibliotekerne er det lokale folkebibliotek, der sørger for biblioteksbetjeningen for borgerne i Viborg Kommune. Viborg Bibliotekerne er desuden centralbibliotek i niveau 3. Der eksisterer lokalbiblioteker i 21 byer i kommunen.

## Lokalbiblioteker
Viborg Bibliotekerne består af hovedbiblioteket i Viborg samt 20 lokalbiblioteker og en bogbus.
| - Bjerringbro Bibliotek (Bjerringbro) - Frederiks Bibliotek (Frederiks) - Hammershøj Bibliotek (Hammershøj) - Hersom-Bjerregrav Bibliotek (Hersom og Bjerregrav) - Houlkær Bibliotek (Houlkær) - Karup Bibliotek (Karup) | - Klejtrup Bibliotek (Klejtrup) - Kølvrå Bibliotek (Kølvrå) - Løvel Bibliotek (Løvel) - Møldrup Bibliotek (Møldrup) - Mønsted Bibliotek (Mønsted) - Rødding Bibliotek (Rødding) - Rødkærsbro Bibliotek (Rødkærsbro) | - Skals Bibliotek (Skals) - Sparkær Bibliotek (Sparkær) - Stoholm Bibliotek (Stoholm) - Ulbjerg Bibliotek (Ulbjerg) - Vammen Bibliotek (Vammen) - Vridsted Bibliotek (Vridsted) - Ørum Bibliotek (Ørum) |

## Statistik
- Udlån i alt i 2006 pr. 1.000 indbyggere: 14.122,3
- Beholdning: 2006 pr. 1.000 indbyggere: 6.006,7
- Åbningstimer i 2006: 213
- Besøgende i 2006: 363.465

Biblioteksbyggeriet i 1989–1991:
- Samlet byggesum: 29,5 mill. kr.
- Nybygning: 23 mill. kr.
- Renovering af eksisterende bygninger: 4 mill. kr.
- Inventar: 2,5 mill. kr.
- Arkitekt: Thomas Meedom-Bæch
- Kunstnerisk udsmykning af nybygning: Professor Stig Brøgger, Kunstakademiet i København.

## Ekstern kilde/henvisning
- Viborg Bibliotekernes officielle hjemmeside

| Bogstak | Spire Denne biblioteksrelaterede artikel er en spire som bør udbygges. Du er velkommen til at hjælpe Wikipedia ved at udvide den. |

|  | Denne artikel om en bygning eller et bygningsværk kan blive bedre, hvis der indsættes et (bedre) billede. Du kan hjælpe ved at afsøge Wikimedia Commons for et passende billede eller lægge et op på Wikimedia Commons med en af de tilladte licenser og indsætte det i artiklen. |

|  | Denne artikel kan blive bedre, hvis der indsættes geografiske koordinater Denne artikel omhandler et emne, som har en geografisk lokation. Du kan hjælpe ved at indsætte koordinater i wikidata. |